# Alèvades
La dinastia dels alèvades (grec antic: Ἀλευάδαι) va ser la família més noble i poderosa de Tessàlia; Heròdot els anomena Βασιλεῖς (Basileus).
Remuntaven els seus orígens en la mitologia, i prenien el nom del seu suposat heroi ancestral, Alevas grec antic: Ἀλεύας. La família va regir la ciutat de Larisa de Tessàlia i altres parts de Tessàlia bé temporalment o per mitjà d'altres branques. Els membres de la dinastia portaven el títol de tagos (ταγός).
Molt aviat la família es dividí en dues branques: els alèvades i els escòpades (de l'ancestre Escopas, probablement un fill d'Alevas). Els escòpades dominaven Crannó i segurament Farsàlia, i la branca principal, Larisa, però a més d'aquestes ciutats estenien la seva influència a quasi tota Tessàlia. Les dues famílies formaven un fort partit aristocràtic, segons Heròdot. El primer dels alèvades mítics portava el cognom de Πύρρος (Pirros), és a dir, pèl-roig, i se li va donar el títol de rei de Tessàlia. La tradició deia que era de la família dels Heraclides a través de Tèssal, un fill d'Hèracles, fundador de Tessàlia.

## Els alèvades històrics
El primer personatge històric és Euríloc, que va acabar la guerra de Cirra el 590 aC, segons Estrabó. Més tard, a l'època del poeta Simònides de Ceos es troba un segon Alevas, amic de Simònides, que es diu que era fill d'Equecràtides i Siris, i només se sap per Ovidi que va tenir una mort tràgica. Els seus tres fills vivien quan Xerxes va envair Grècia. Es deien Tòrax, Eurípil i Trasideu, i van enviar ambaixadors al rei persa, amb qui es van aliar. Després de la Segona guerra mèdica Leotíquides va ser enviat a Tessàlia a castigar els prínceps per haver actuat com a traïdors al seu país, però els alèvades el van subornar, segons Heròdot i Pausànias. Això va consolidar el poder de la dinastia.
Cap a l'any 460 aC trobem a l'alèvada Orestes, fill d'Eucràtides, que va arribar a Atenes com a fugitiu, expulsat per una facció de la seva família que volia excloure'l de la dignitat de Βασιλευς, i va convèncer els atenencs de restaurar-lo com a Tagos, segons diu Tucídides.
Al final de la guerra del Peloponnès una altra família, els dinastes de Feres, van augmentar el seu poder. El 375 aC Jàson de Feres es va proclamar Tagos de Tessàlia. Els alèvades de Larisa van conspirar contra el nou poder i van invitar al país a Alexandre II de Macedònia, fill d'Amintas, que va entrar a Larisa i Crannó, però se les va quedar. Aviat Pelòpidas va restaurar l'antic statu quo, però els dinastes de Feres van recobrar el seu poder i els alèvades van demanar assistència altra vegada a Macedònia. Filip II de Macedònia va donar-los-hi la seva ajuda, va derrotar els tirans de Feres i va restablir la llibertat de les ciutats, fent dels alèvades els seus clients, amics i aliats, segons diu Diodor de Sicília.
Filip va acabar incorporant Tessàlia com a província, i va donar el càrrec de tetrarca a alguns alèvades, com ara un anomenat Trasideu. Hi ha un tessali de nom Medi, segurament de la família, que va ser un dels companys d'Alexandre el Gran. La família va perdre poder i va caure en la insignificança. El darrer dels alèvades coneguts va ser Tòrax, un amic d'Antígon. Plini el Vell i Escopas de Paros mencionen uns alèvades escultors, que no se sap segur si eren d'aquesta família.